# جارد واتس
جارد واتس (بالإنجليزية: Jared Watts)‏ هو لاعب كرة قدم أمريكي في مركزي الوسط والدفاع، ولد في 3 فبراير 1992 في ستيتسفيل في الولايات المتحدة. شارك مع منتخب الولايات المتحدة تحت 17 سنة لكرة القدم. أما مع النوادي، فقد لعب مع كولورادو رابيدز.

## وصلات خارجية
- جارد واتس على موقع الدوري الأمريكي (الإنجليزية)
- جارد واتس على موقع قاعدة بيانات كرة القدم.إي يو (الإنجليزية)
- جارد واتس على موقع Soccerbase.com (لاعب) (الإنجليزية)
- جارد واتس على موقع Soccerway.com (الإنجليزية)
- جارد واتس على موقع عالم كرة القدم.نت (الإنجليزية)
- جارد واتس على موقع AS.com (الإسبانية)